# Monastero di Taktsang
Il monastero di Taktsang (spa phro stag tshang / spa gro stag tshang), è il nome col quale comunemente è conosciuto il monastero di Taktsang Palphug (noto anche col soprannome di Tana della Tigre - stag tshang), un prominente sito sacro e complesso di templi del buddismo himalayano, posto su di un picco montuoso nella valle di Paro, nel Bhutan. Il complesso di templi venne iniziato nella sua costruzione nel 1692 attorno alla caverna di Taktsang Senge Samdup (stag tshang seng ge bsam grub) dove il Guru Padmasambhava si dice avesse meditato per tre mesi nell'VIII secolo. Padmasambhava è ancora oggi ritenuto colui che introdusse il buddismo nel Bhutan ed è adorato pubblicamente in tutto il paese.
Il guru mTshan-brgyad Lhakhang, il tempio dedicato a Padmasambhava (conosciuto anche col nome di Gu-ru mTshan-brgyad Lhakhang, "Tempio del Guru con otto nomi") è una struttura elegante costruita attorno all'originaria caverna nel 1692 da Tenzin Rabgye ed è divenuto in seguito una delle principali icone culturali dello stesso Bhutan. Un festival popolare, conosciuto col nome di tshechu, si tiene in onore di Padmasambhava, e si celebra nella Valle di Paro tra marzo ed aprile di ogni anno.

## Storia

### Sfondo e leggende
Secondo la leggenda legata a questo Taktsang (in tibetano: stag tshang, letteralmente "tana della tigre"), si crede che Padmasambhava (Guru Rinpoche) si sia portato dal Tibet a questo luogo sulla groppa di una tigre da Khenpajong.

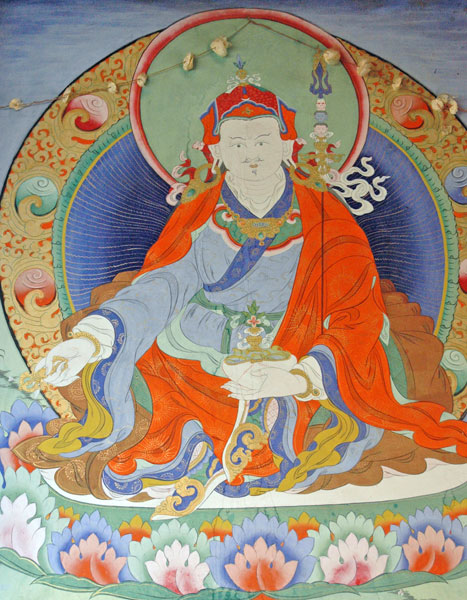
Guru Padmasambhava, fondatore dell'originaria caverna di meditazione. Affresco sul Ponte di Paro.

Una leggenda alternativa narra che la moglie di un imperatore, conosciuta col nome di Yeshe Tsogyal, volle diventare discepola del Guru Rinpoche (Padmasambahva) nel Tibet. Ella si trasformò dunque in una tigre e portò il Guru sul suo dorso dal Tibet a Taktsang. Questo profondo legame con la figura della tigre espresso in entrambe le leggende fece sì che il luogo venisse consacrato a questa divinità.

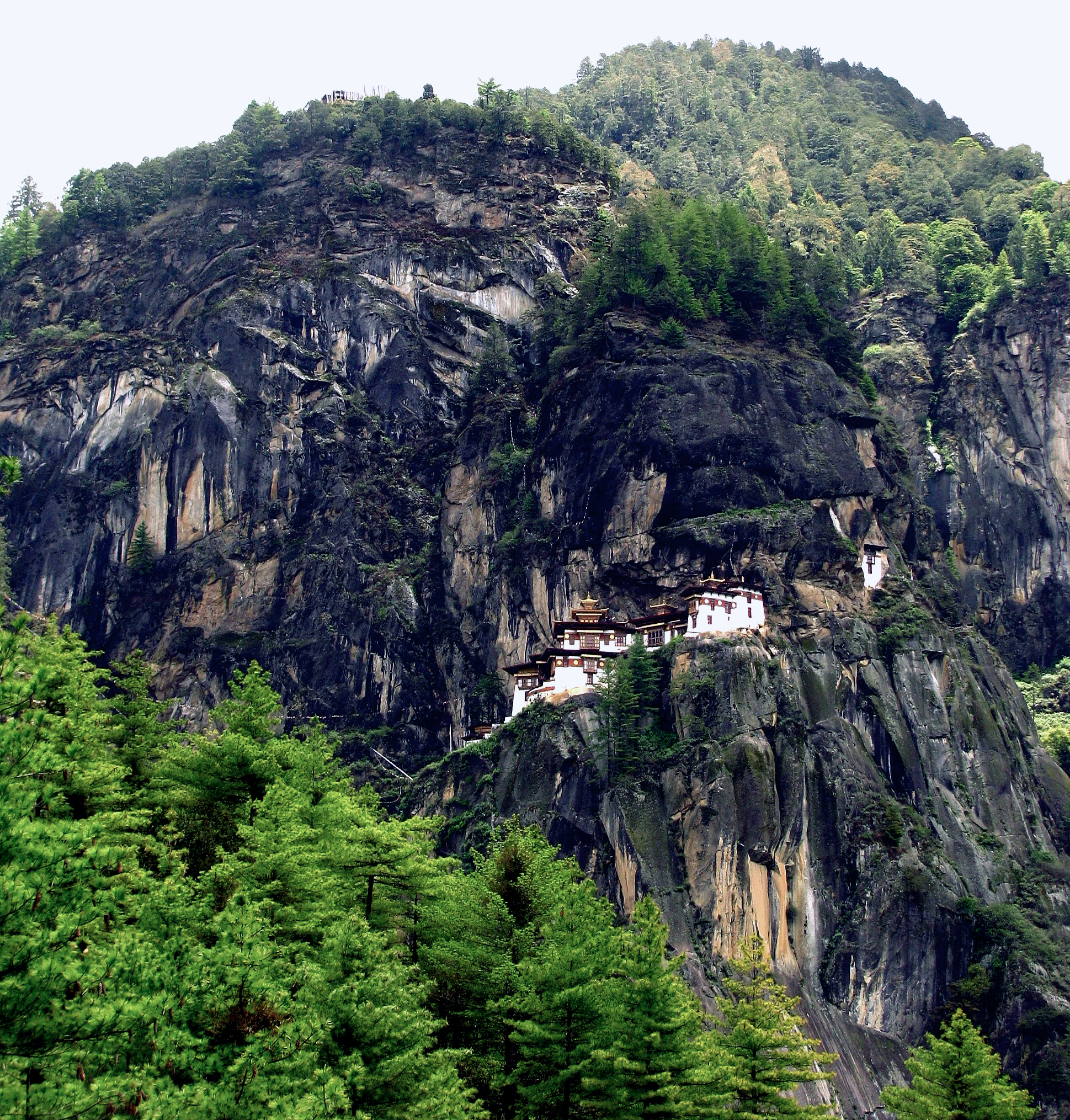
Vista del picco roccioso su cui sorge il monastero

La leggenda popolare si amalgama poi con la vicenda personale di Tenzin Rabgye che fu invece colui che iniziò la costruzione del tempio nel 1692. Egli venne menzionato da autori come la reincarnazione del guru Padmasmabhava e a tal prova gli stessi scrittori riportano prove corroboranti di tale tesi: Tenzin Rabgye venne visto contemporaneamente sia dentro che fuori dalla caverna, una piccola quantità di cibo gli fu sufficiente a sfamare tutti i visitatori, nessuno venne ferito o morì durante la costruzione del tempio, la popolazione della valle di Paro vide nel cielo le forme di differenti animali sopra il tempio e simboli religiosi tra le quali una pioggia di fiori che apparivano nell'aria e svanivano prima di toccare terra.

### Fondazione del sito di meditazione
Come denotato in precedenza, il monastero venne costruito attorno alla caverna di Taktsang Senge Samdup (stag tshang seng ge bsam grub), dove la tradizione ritiene che abbia meditato il guru indiano Padmasambahva nell'VIII secolo. Egli giunse in questo luogo dsul dorso di Yeshe Tsogyal tramutatasi in forma di tigre, la quale giunse su questo picco consentendogli di scegliere il luogo ove erigere il futuro monastero. Egli non solo introdusse così il buddismo nel Bhutan ma fondò anche la scuola di Nyingmapa, ed è comunemente considerato “protettore santo del Bhutan”. Successivamente, Padmasmbahva visitò il Distretto di Bumthang. Nell'853, Langchen Pelkyi Singye venne in visita alla caverna per meditare e diede il proprio nome a quella che oggi è conosciuta come "caverna di Pelkyi". Dopo la sua morte nel Nepal, il suo corpo si dice sia miracolosamente ritornato al monastero per grazia della divinità Dorje Legpa.

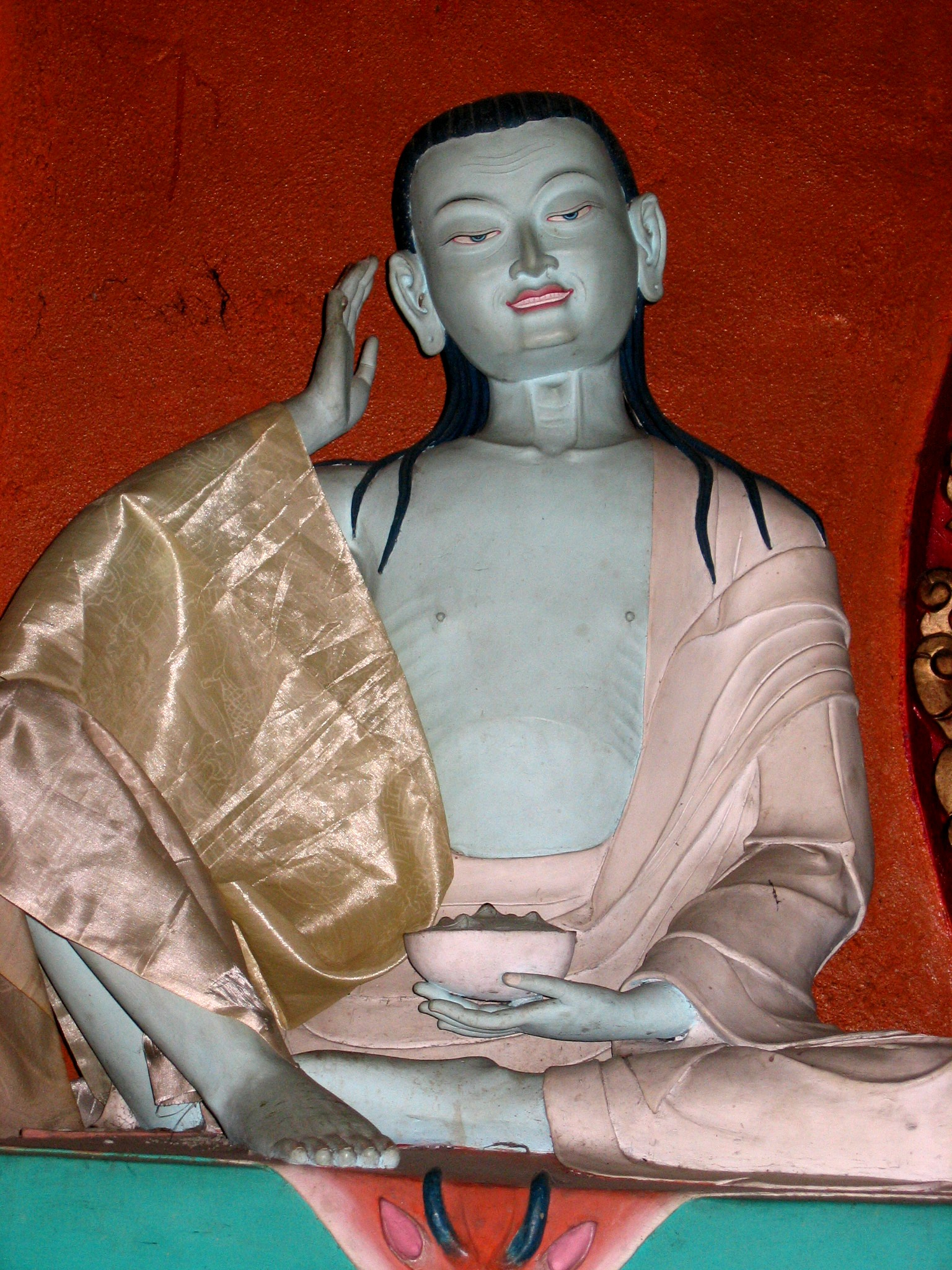
Milarepa (1040–1123), che meditò nella caverna di Taktsang

Dall'XI secolo, molti santi tibetani ed eminenti figure si recarono a Taktsang per meditare; tra questi si trovano anche Milarepa (1040–1123), Phadampa Sangye (m. 1117), la yogini tibetana Machig Labdoenma (1055–1145) e Thangton Gyelpo (1385–1464). Sul finire del XII secolo la scuola di Lapa venne fondata a Paro. Tra XII e XVII secolo molti Lama che provenivano dal Tibet fondarono i loro monasteri nel Bhutan.
Il primo santuario ad essere costruito nell'area è datato al XIV secolo quando Sonam Gyeltshen, un lama Nyingmapa della linea Kathogpa pervenne in questo luogo dal Tibet. A quest'epoca risalgono ancora oggi alcuni affreschi presenti presso l'entrata della struttura. Il complesso di Taktsang Ugyen Tsemo, che venne ricostruito nel 1958 dopo un incendio, si dice fosse databile al 1408. Taktsang rimase sotto l'autorità dei lama Kathogpa per secoli sino alla metà del XVII secolo.

### Dal Seicento ad oggi: il monastero moderno

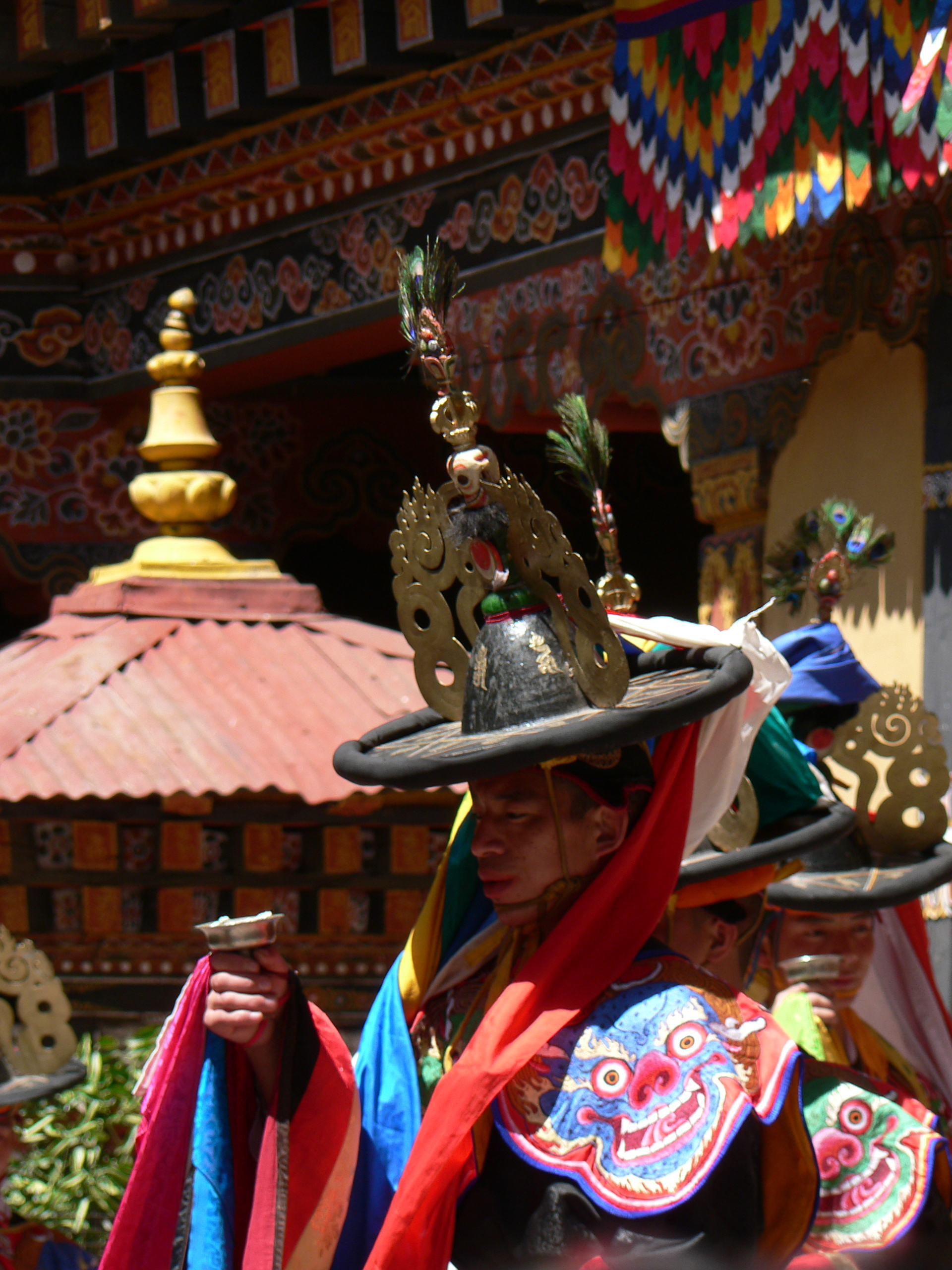
Tsechu – Danza del Cappello Nero dei monaci locali iniziata da Pema Ligpa di Bumthang

Nel XVII secolo il noto Tertön Pema Lingpa di Bumthang, che aveva fondato molti monasteri in varie parti del Bhutan, fu anche famoso per la creazione di molte danze secolari e religiose per la sua concezione del 'Zandog Pelri'. Questa danza è ancora oggi rappresentata a Paro come parte del festival Tsche. Egli sfuggì ad ogni modo dal Tibet per sfuggire alle persecuzioni degli oppositori dell'ordine di Gelugpa (che dominavano il Tibet sotto i Dalai Lama).
Fu a quel tempo che egli si pose in Bhutan fondandovi il modello di piena autorità conosciuto col nome di "Shabdrung". Egli volle così fondare un edificio completo presso il sito di Taktsang Pel Phuk. Fu durante l'invasione tibetana del Bhutan nel 1644-46 che Shabdrung ed il suo maestro tibetano gTer-ston Rig-'dzin sNying-po invocarono Padmasambhava e le divinità protettrici di Taktsang per concedere loro successo sugli invasori. Egli inscenò il rituale bka' brgyad dgongs 'dus che oggi ancora fa parte dei rituali dello Tsechu. Il Bhutan vinse la guerra contro il Tibet ma ad ogni modo Shabdrung non fu in grado di costruire il tempio a Takstsang per celebrare l'evento anche se molti testi riportano le sue fervide intenzioni in proposito.
Il desiderio di Shabdrung venne ad ogni modo portato a compimento dal IV Druk Desi Tenzin Rabgye (1638–96), il primo e unico successore di Shabdrung Ngawang Namgyel (Zhabs-drung Ngag-dbang rNam-rgyal), "un lontano cugino discendente da una linea collaterale formatasi nel XV secolo, il santo pazzo Drukpa Kunley". Durante una sua visita alla sacra caverna di Taktsang Pel Phuk nella stagione del Tshechu del 1692 egli diede inizio alla fondazione del tempio dedicato al Guru Rinpoche detto Tempio del Guru con otto nomi ('gu ru mtshan brgyad lha-khang). Tale decisione sembra gli sia pervenuta mentre lo stesso Tenzin Rabgye stava sulla porta della caverna, ammirando la valle di Paro. A quel tempo gli unici templi costruiti a grande altezza erano il Zangdo Pelri (Zongs mdog dPalri) e l'Oxygen Tsemo (Urgyan rTse-mo).

### L'incendio
Il 19 aprile 1998 un rovinoso incendio scoppiò nel complesso del tempio, forse causato da un cortocircuito che aveva intaccato le preziose tappezzerie, uccidendo anche un monaco. I lavori di restauro iniziarono immediatamente con un costo stimato di 135 milioni di ngultrum. Il Governo del Bhutan e quindi il re del Bhutan, Jigme Singye Wangchuck, diressero i restauri del monastero danneggiato portandoli a conclusione nel 2005.

## Collocazione geografica

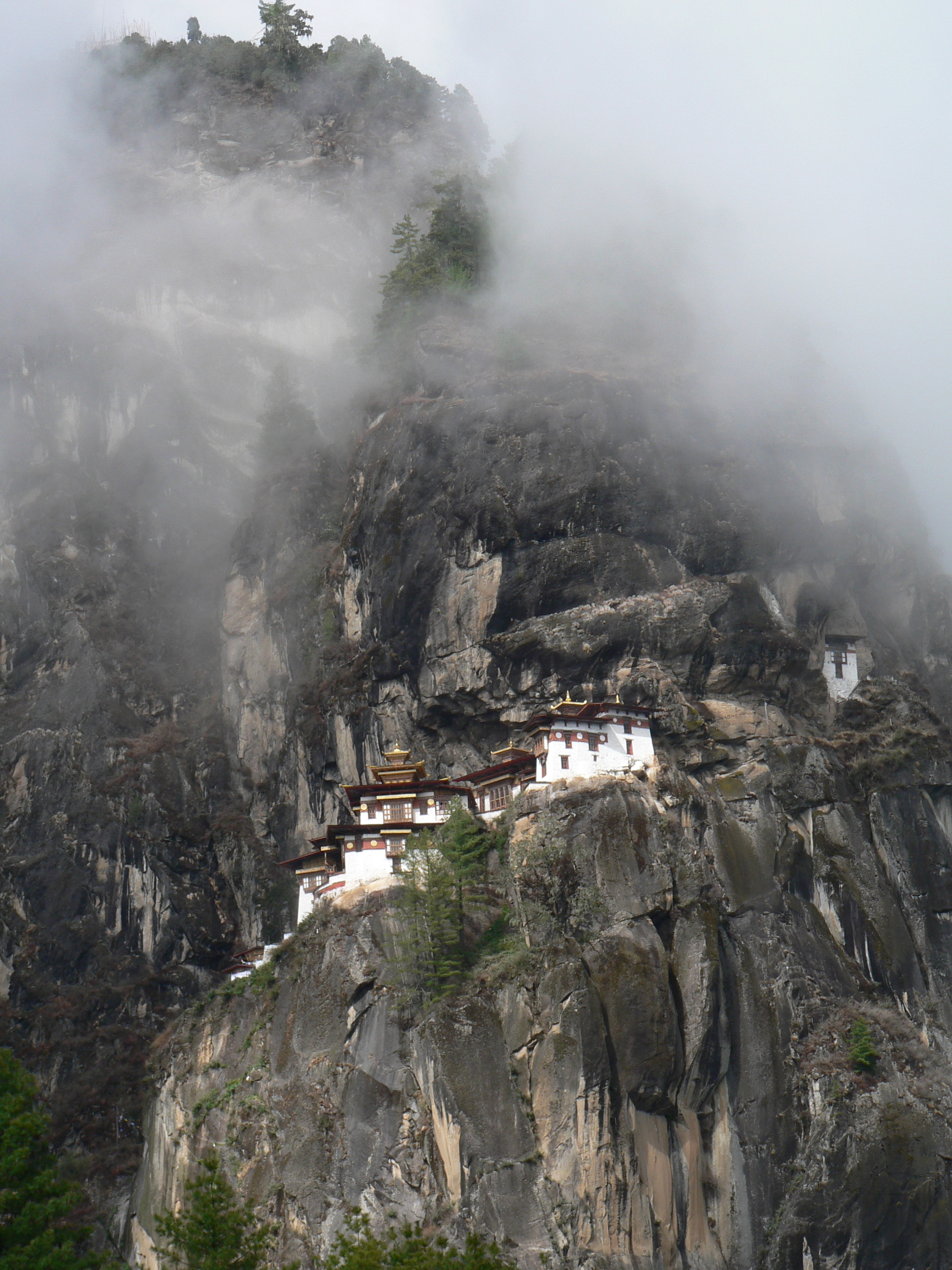
Le nuvole che coprono solitamente il monastero

Il monastero si trova a 10 chilometri a nord della città di Paro ed è arroccato su un picco a precipizio che si trova a 3.120 metri sul livello del mare ed a circa 900 metri rispetto alla Valle di Paro sottostante, sulla riva destra del Paro Chhu.]). Le rocce sono conformate a forme verticali e le costruzioni del monastero sono costruite sul lato della montagna. Anche se complessivamente il tempio appare arroccato quasi "magicamente" nella sua posizione, la struttura ha accesso da molte direzioni: a nord-ovest attraverso un sentiero nella foresta, da sud attraverso la strada solitamente percorsa dai devoti, a nord dal plateau roccioso attraverso un passaggio detto "delle mille fate" conosciuto localmente col nome di Bumda (hBum-brag). Inoltre lungo la strada dei devoti si trova una mulattiera che passa per una foresta di pini decorata con molte bandiere colorate lasciate dai fedeli e solitamente l'intero complesso è coperto da una coltre di nubi molto suggestiva.

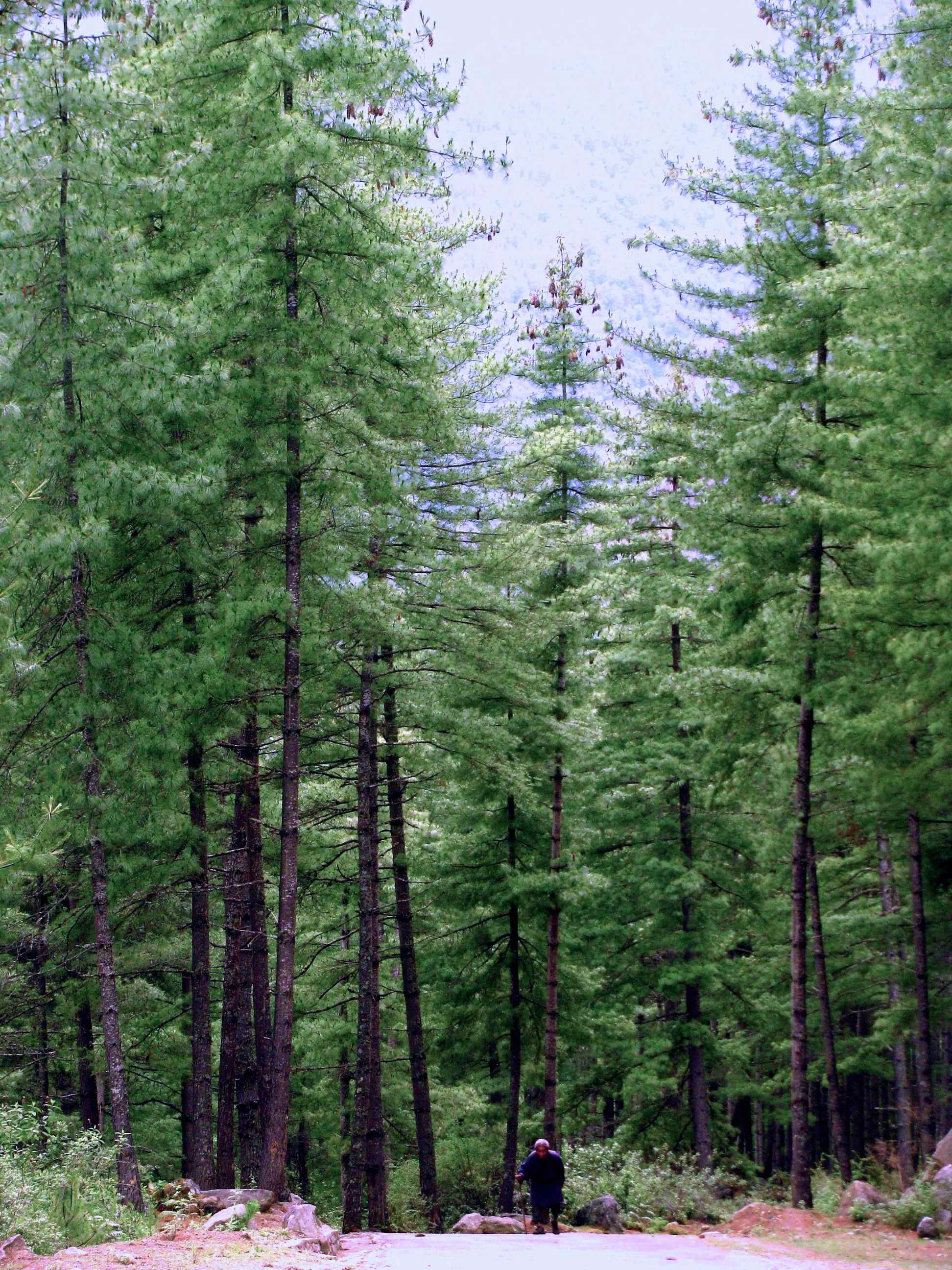
La pineta nell'area del tempio

Lungo il sentiero per giungere al tempio si trova il Lakhang (il villaggio dei monaci annesso al tempio) ed il tempio di Urgyan Tsemo ("U-rgyan rTse-mo") che, come il monastero principale, è collocato sul plateau roccioso nei pressi di un precipizio più basso. Lungo questo stesso sentiero si trova anche una cascata di 60 metri che è considerata sacra e che crea un alveo attraversabile tramite un ponte, proseguendo poi sino al tempio ove termina il proprio percorso.

## Struttura

### Esterno

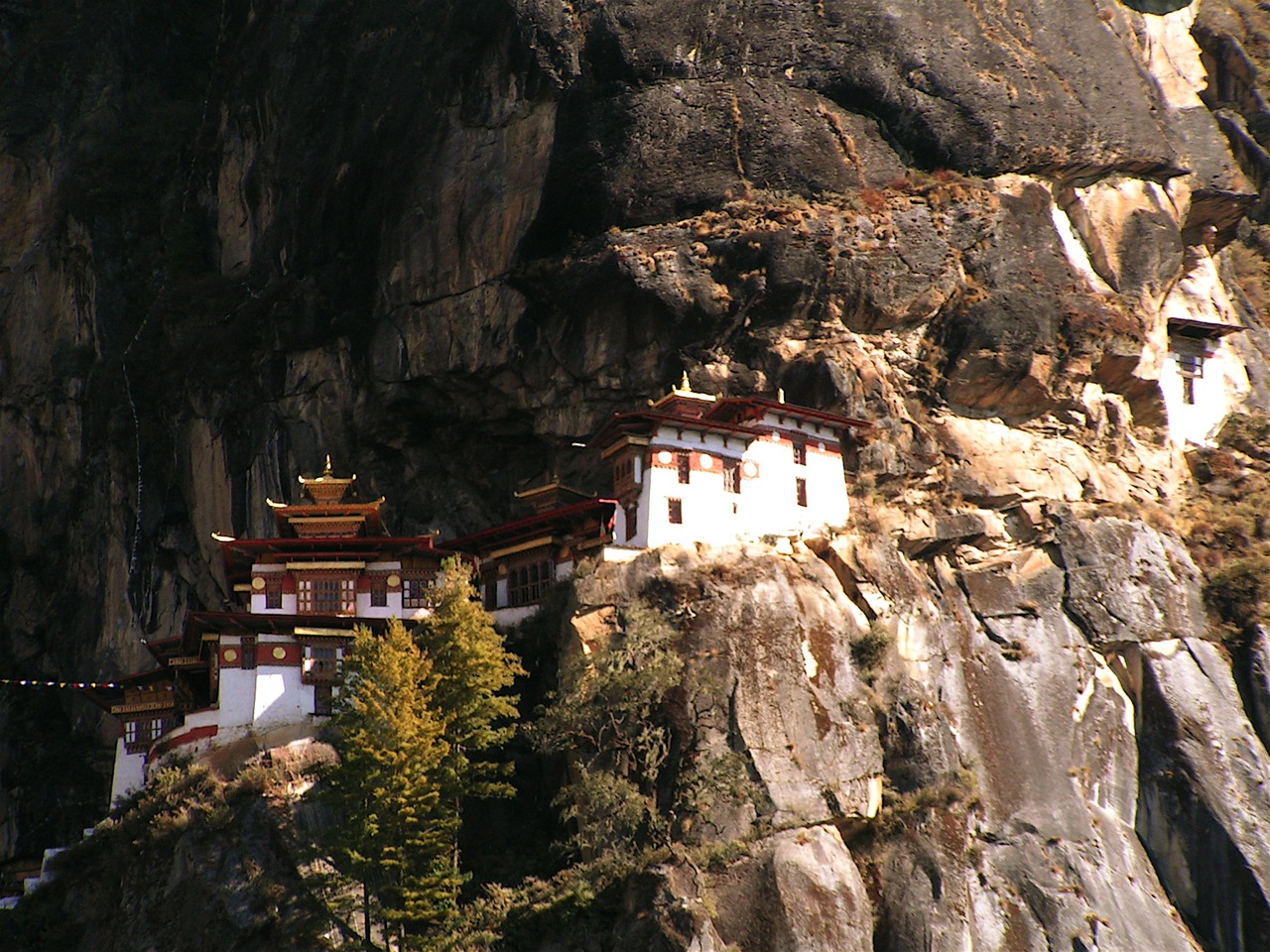
Il tempio della "Tana della tigre"

Il monastero è composto di quattro templi principali e da costruzioni residenziali idealmente disegnate adattando le rocce granitiche locale ed il terreno della montagna. Delle otto caverne ivi presenti, quattro sono facilmente accessibili dal pubblico. La caverna dove entrò per primo Padmasmabhava è conosciuta col nome di 'Tholu Phuk' and la caverna originale ove egli risiedette e meditò è nota col nome di 'Pel Phuk'. A quest'ultima caverna si ha accesso attraverso un angusto passaggio e si presenta internamente molto oscura con dozzine di immagini di Bodhisattva con lampade votive sempre accese, oltre ad un'elegante immagine di Chenrezig (Avalokiteśvara). In una piccola cella annessa vi è conservata una sacra scrittura realizzata in polvere d'oro e d'osso dal divino Lama. Si dice inoltre che i monaci che praticano il buddismo Vajrayana (la religione di Stato specifica del Bhutan) debbano vivere formalmente qui per tre anni prima di scendere nella valle di Paro.
Tutte le strutture sono interconnesse attraverso sentieri, passaggi e scalinate realizzate in roccia locale oltre a ponti di legno sospesi. Il tempio, al livello più alto, riporta anche una statua del Buddha. Ciascuna struttura dispone di una balconata che consente una romantica visione sullo straordinario scenario della valle di Paro sottostante.

#### Altre strutture

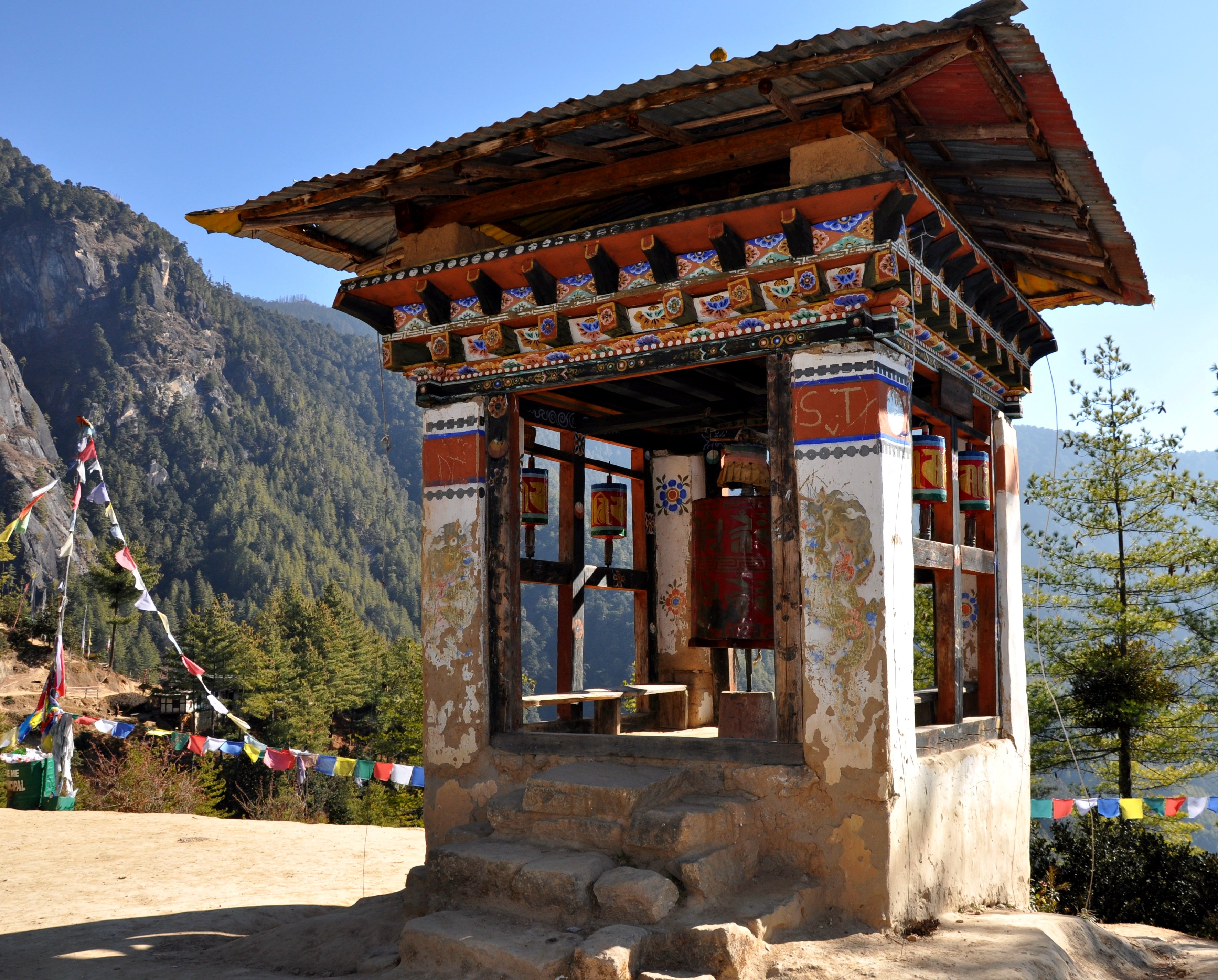
Il pozzo dei fedeli

Taktshang Zangdo Pari è il luogo ove la moglie di Padmasmbahava, Yashe Tshogyal (Ye-shes mtsho-rgyal), la mondatrice di Mon, fondò un convento.
Un altro luogo di rilievo presso il santuario principale è l'Urgyan Tsemo, il “Picco di Urgyan” che ha un piccolo Mani Lakhang. Il pozzo dei fedeli, custodito da un anziano monaco, risuona con delle specifiche campane ogni giorno alle 4 del mattino. Sopra l'Urgyan vi è la santa caverna ed il tempio conosciuto col nome di 'Phaphug Lakhang' (dPal-phug IHa-khang), che costituisce il santuario principale di Taktshang. Esso è anche la residenza del Lama Capo, Karma Thupden Chokyi Nyenci.

### Dipinti

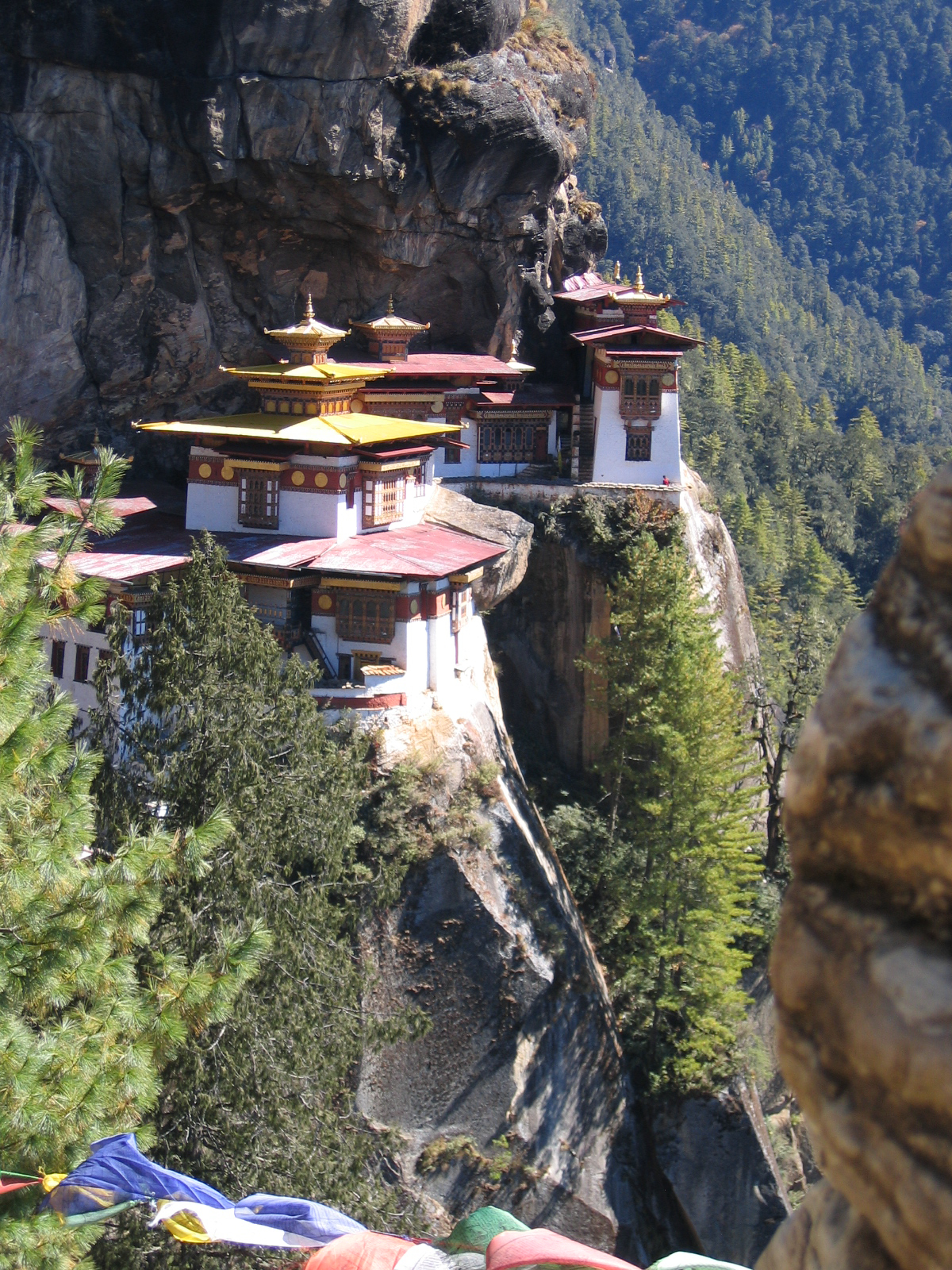

I dipinti presenti nel monastero sono ancora oggi una delle attrazioni principali per l'arte, la cultura e la religione locale nonché uno scorcio suggestivo del Bhutan. Le pitture rappresentano Klu (Naga), il semidio rappresentato con testa umana e corpo di serpente, che si dice risiedesse nei laghi a guardia di tesori nascosti.
La sacra collina è decorata con quattro volti dipinti in diversi colori (bianco, giallo, rosso, e verde), rappresentando quindi idealmente i quattro modi di condurre la propria vita. I muri sono costruiti in mattoni e le balconate sono ingioiellate con simboli religiosi. Nei pressi delle fontane sono presenti spesso figure di arcobaleni con conformazioni di nuvole e luce emanante da fiori di loto.
In tutto il complesso vi sono cinque rappresentazioni pittoriche di Buddha che sconfigge dei demoni.
Altrove, nel palazzo, si trovano anche rappresentazioni del Guru Rinpoche (Padmashambahava), circondato sovente da dei e dee immerso nel paradiso, attorniato da quattro cancelli, messaggeri e servi, tutti impegnati nell'atto di sconfiggere i demoni.

## Filmografia
- La tana della tigre, regia di Brando Quilici (2021)